# Неопластицизам
Неопластицизам је стил површинског нефигуративног сликарства који је оформљен од стране Пит Мондријана и групе Де Стијл 1912. године. Основни елементи су вертикалне и водоравне линије и основне боје (црвена, плава и жута) као и небоје (црна и бела). Правац је био присутан и код архитектуре у групи Де Стијл. Основни принципи у архитектури су били одбијање унапред задате форме, прелом зидова (отворене грађевине према простору) и асиметрична конструкција.

## Апстрактна уметност
Апстрактна уметност се према начину настанка може поделити према поступцима помоћу којих уметник ка њој доспева на лирску или геометријску апстракцију.
Лирска (субијективна) апстракција претпоставља осећајну, романтичку или музичку инспирацију и јесте одраз духа. Стилизује конкретан свет у ликовне апстракције, осамостаљује боју у предмете. Аутор оваквог сликарства у њу улаже своје субјективно осећање и жели да изазове у гледаоцу осећајни одговор. Један пример оваквог сликара је Василиј Кандински.
Геометријска апстракција полази од геометријских форми, правих, линија, схватања простора, контуре, ритма и покрета. Уметник ту не ствара на основу субјективних осећања и жели да изрази свеопште конструктивне принципе и законитости помоћу геометриских форми и њихових односа. У ову линију апстракције спада и неопластицизам.

## Неопластицизам
Неопласицизам се усредсређује на захватање чистих основа стварности универзалним језиком, али не језиком индивидуалних форми и потискује у позадину себереализацију уметника. Тај геометризира површину слике на основу одређених законитости и могуће је употребљавати само праве углове, праве линије и дужи, одређене црним линијама а колорит је редукован на употребу три основне боје; црвену, плаву и жуту и три хрометске боје (небоје) белу, сиву и црну при чему су бојене површине ограничене црним линијама - контуром и компоноване увек у хоризонталним и вретикалним линијама. Највећи утицај неопластицизам је имао на архитектуру и форму примењене уметности као на пример на рекламу.
За оснивача неопластицизма може се сматрати Холанђанин Пит Мондријан који је путем поједностављавања форми доспео до геометриске апстракције као једино могућег оформљавања и саображавања гометријског реда света. У почетку се интересовао за биљне и животињаске форме и мотиве а касније се преоријенисао на свет модерне цивилизације. Рана фаза његових радова је кубистичка коју је довео до апстрактног сликарства. Слике је увек компоновао у хоризонталне и вертикалне површине и без сликарског рукописа.
Тео ван Дусбург је у свом раду покушавао да сажме такозвано чисто сликарство и архитектуру. Он се није сагласио са Мондријановим принципом јер је на својим сликама уводио и дијагоналу која је сметала доминацији вертикала и хоризонтала. Ово је изазвало рескол међу овим уметницима али је Тео ван Дусбург успео да премости препреке из слободне и примењене уметности. Из ових утицаја црпео је касније Баухаус и руска револуционарна авангарда.

## Архитектура
У архитектури преовлађују елементи код којих се јавља пресецање површина, правих и карактеристични колорит. Герит Ритвелд је најпре створио комаде намештаја („Црвеноплаву наслоњачу“) а касније је наставио и са грађевинама од којих је најпозватији Дом Средерових у Утрехту који је сачињен од пресечених зидова и од померљивих попречних елемената. Ту се не да тачно одредити граница између ентеријера и екстеријера и представља просторну верзију неопластицизма.